# Татищев, Николай Алексеевич
Граф (1801)  Николай Алексеевич Татищев (1739—1823) — русский военачальник, генерал от инфантерии, командир Преображенского полка.

## Биография
Происходил из михайловской линии рода Татищевых, получившей своё название по имени одного из сыновей воеводы Степана Лазаревича Татищева.
Родился в 1739 году в семье тайного советника Алексея Венедиктовича Татищева и Софии Алексеевны Салтыковой, внучки астраханского губернатора П. С. Салтыкова. По обычаю того времени ребёнком в 1743 году был записан на службу в лейб-гвардии Преображенский полк. К действительной службе приступил в 1759 году, когда имел уже чин поручика; спустя четыре года был произведён в ротмистры. В 1768 году переведён в Нижегородский карабинерский полк.
Участвовал в подавлении восстания конфедератов в Польше и взятии Варшавы. Затем отличился в первой войне с турками; за доблесть в Кагульском сражении был произведён в премьер-майоры и награждён орденом Святого Георгия IV-й степени (№ 36 по кавалерскому списку Судравского и № 37 по списку Григоровича — Степанова). В 1771 году за бой под Бухарестом произведён в полковники. Также участвовал в сражениях у Турина (16 октября 1773 года), под Черноводами (18 октября 1773 года), под Рущуком и Туртукаем.
С 1777 года — командир Новотроицкого кирасирского князя Потемкина полка. В 1782 году был произведён в бригадиры, а затем и в генерал-майоры. Временно командовал Преображенским полком (в чине премьер-майора лейб-гвардии, ибо подполковником был сам Потёмкин, а полковником — императрица).
В шведскую кампанию 1788 года командовал сводным отрядом лейб-гвардейских полков. Совершил поход через Финляндию на Швецию. За успешные действия награждён орденом Святой Анны I степени.
Взлёту карьеры Татищева способствовало его родство (двоюродный брат) с одним из самых влиятельных придворных того времени — князем Н. И. Салтыковым. При воцарении Павла I произведён в генерал-лейтенанты, однако вскоре, как и многие заслуженные генералы предыдущего царствования, уволен со службы.
При Александре I возвращён в армию с производством 14 мая 1801 года в генералы от инфантерии и назначением командиром Преображенского полка и начальником по инфантерии Санкт-Петербургской инспекции.
Уволился в отпуск в мае 1803 года в связи с преклонным возрастом и болезнями. В кампанию 1806 года, однако, нашёл в себе силы возглавить Первую область Земского войска.
В 1807 году приобрёл для проживания особняк на Английской набережной, 12 (ныне консульство Нидерландов). Возведён в потомственное графское достоинство первым в роду Татищевых, 15 сентября 1801 года, за четверть века до своего племянника Александра Ивановича.
Умер 20 ноября (2 декабря) 1823 года. Погребён был в церкви Знамения Божией Матери в своём имении — селе Ретени Лужского уезда.

## Награды
Кавалер всех высших орденов Российской империи:
- Ордена Св. Георгия 4-й степ., Св. Анны 1-й степ., Св. Андрея Первозванного (05.07.1807[5])
- В 1793 году во время празднования Ясского мира награждён орденом Святого Александра Невского

## Семья
Жена — Александра Афанасьевна Елагина (1757—08.10.1832), за заслуги мужа в день коронации Александра I, 15 сентября 1801 года, была пожалована в кавалерственные дамы. Скончалась в Петербурге, похоронена рядом с мужем в Лужском уезде. Дети:
- София (1786—26.10.1867[7]) — фрейлина, удалилась в Новгородский Десятинный монастырь. Умерла в сельце Доробино Тульской губернии.
- Александр (1787—1805) — прапорщик лейб-гвардии Преображенского полка, убит под Аустерлицем.
- Сергей (12.11.1791[8]—26.08.18121812) — крестник брата Александра и сестры Софьи, поручик лейб-гвардии Семёновского полка; был убит под Бородино и похоронен вместе с Н. А. Олениным в ограде Троицкой церкви в Можайске[9].
- Алексей (13.01.1793[10]—1851) — женат на дочери отставного ротмистра Анне Ивановне Гарновской (ум. 1870).
- Екатерина (16.05.1794[11]—?) — крестница Екатерины II; сбежала из родительского дома с двоюродным братом Дмитрием Сергеевичем Березиным, который «принадлежал к типу гусар, не задумывавшихся ни над какими отвлечёнными вопросами: это был весёлый рабовладелец, вся жизнь которого во внеслужебное время проходила за карточным столом». Их дочь Екатерина вышла замуж за хирурга Н. И. Пирогова.
- Дмитрий (1796—1851) — с 18 апреля 1828 года женат на Серафиме Ивановне (1807—1869), дочери советника коммерции И. В. Кусова. Среди их детей сыновья: Иван и Николай.
- Николай (1799—?) — гвардии капитан, женат на Анне Андреевне, дочери генерал-майора А. Е. Фаминцына.